# Racah (cràter)
Racah és un cràter d'impacte situat a la cara oculta de la Lluna, gairebé al sud del cràter més gran Daedalus. Travessa la longitud lunar 180 ° Oest, és a dir, la longitud diametralment oposada a la Terra. A l'oest-sud-oest de Racah es troba el cràter Aitken, i al sud-est es troba De Vries.

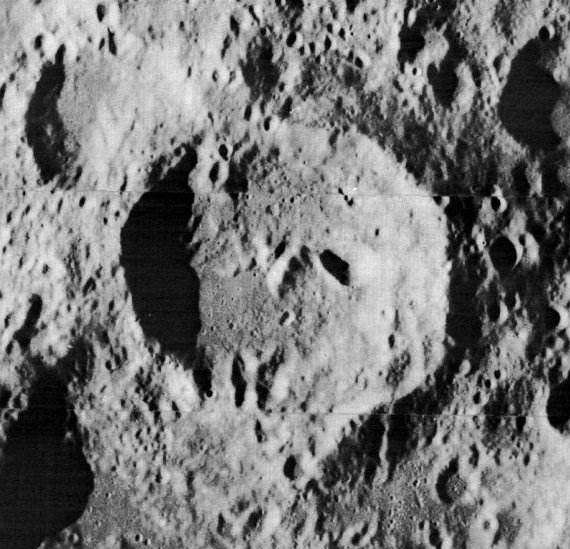
Imatge de Racah (missió Lunar Orbiter 2)
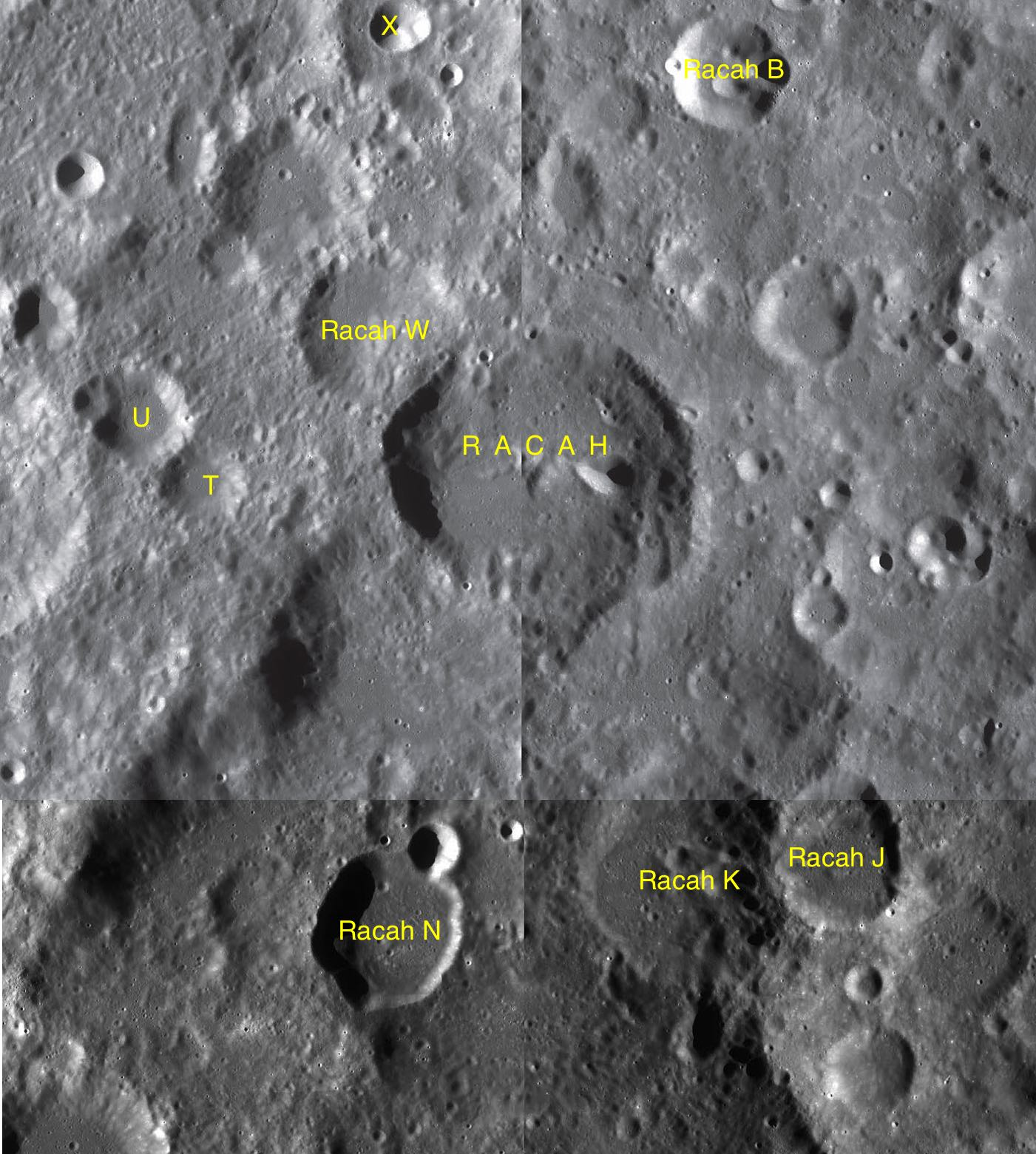
Cràters satèl·lit

La vora d'aquest cràter està erosionada i no és molt circular, amb un prominent sortint cap a l'oest-nord-oest. La vora està una mica malmesa en el seu costat sud, però no apareixen cràters adjacents significatius. El sòl interior és irregular en alguns llocs, amb petits impactes.
El cràter va rebre el seu nom en honor del físic israelià Giulio Racah.

## Cràters satèl·lit
Per convenció aquests elements són identificats en els mapes lunars posant la lletra en el costat del punt central del cràter que està més proper a Racah.
| Racah | Coordenades                            | Diàmetre |
| ----- | -------------------------------------- | -------- |
| B     | 10° 30′ S, 178° 24′ O / 10.5°S,178.4°O | 27 km    |
| J     | 16° 30′ S, 177° 24′ O / 16.5°S,177.4°O | 37 km    |
| K     | 16° 48′ S, 178° 36′ O / 16.8°S,178.6°O | 52 km    |
| N     | 17° 00′ S, 179° 00′ E / 17.0°S,179.0°E | 35 km    |
| T     | 13° 48′ S, 177° 30′ E / 13.8°S,177.5°E | 21 km    |
| U     | 13° 12′ S, 177° 12′ E / 13.2°S,177.2°E | 25 km    |
| W     | 12° 30′ S, 178° 54′ E / 12.5°S,178.9°E | 39 km    |
| X     | 10° 12′ S, 179° 00′ E / 10.2°S,179.0°E | 14 km    |